# العمارة في لبنان

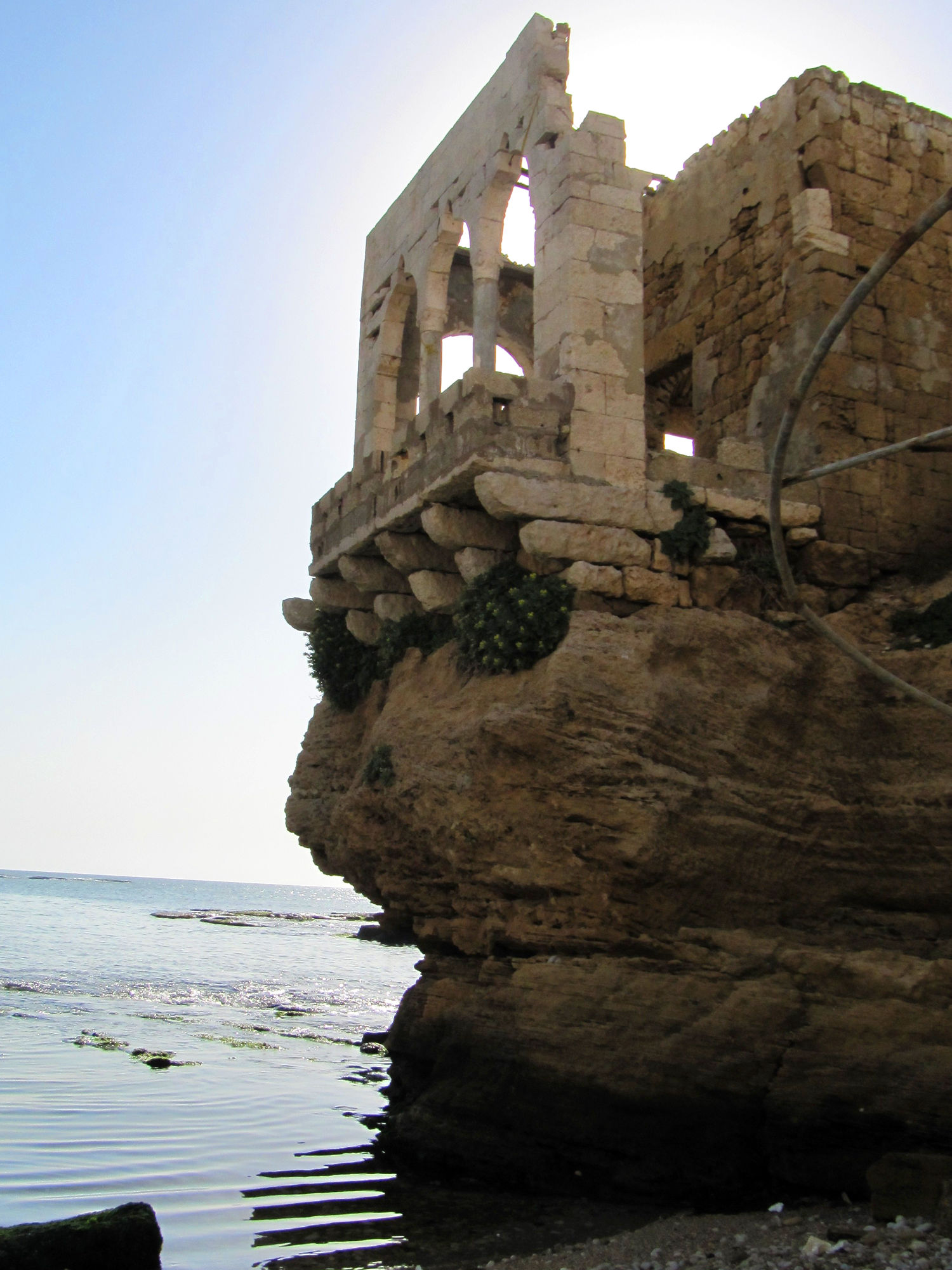
" مقعد المير " يحطم بواسطة الشاطئ الصخري في البترون بلبنان.

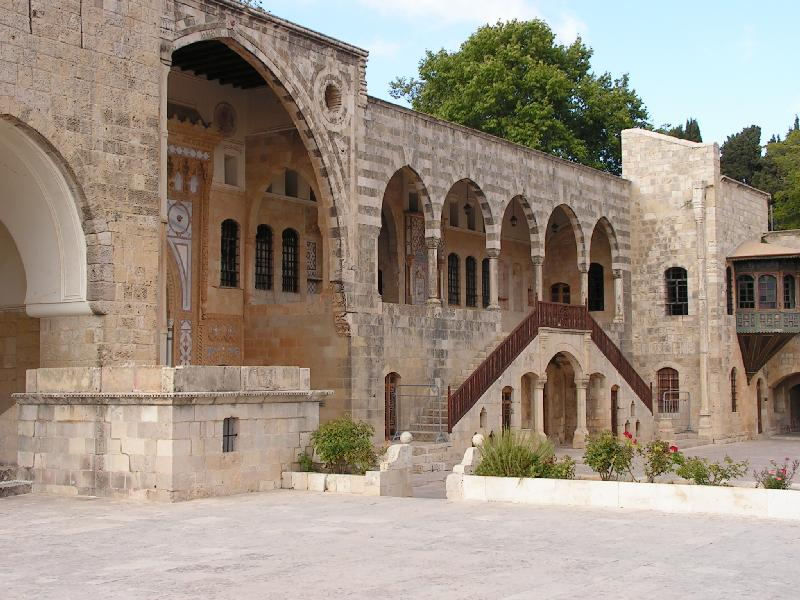
قصر بيت الدين

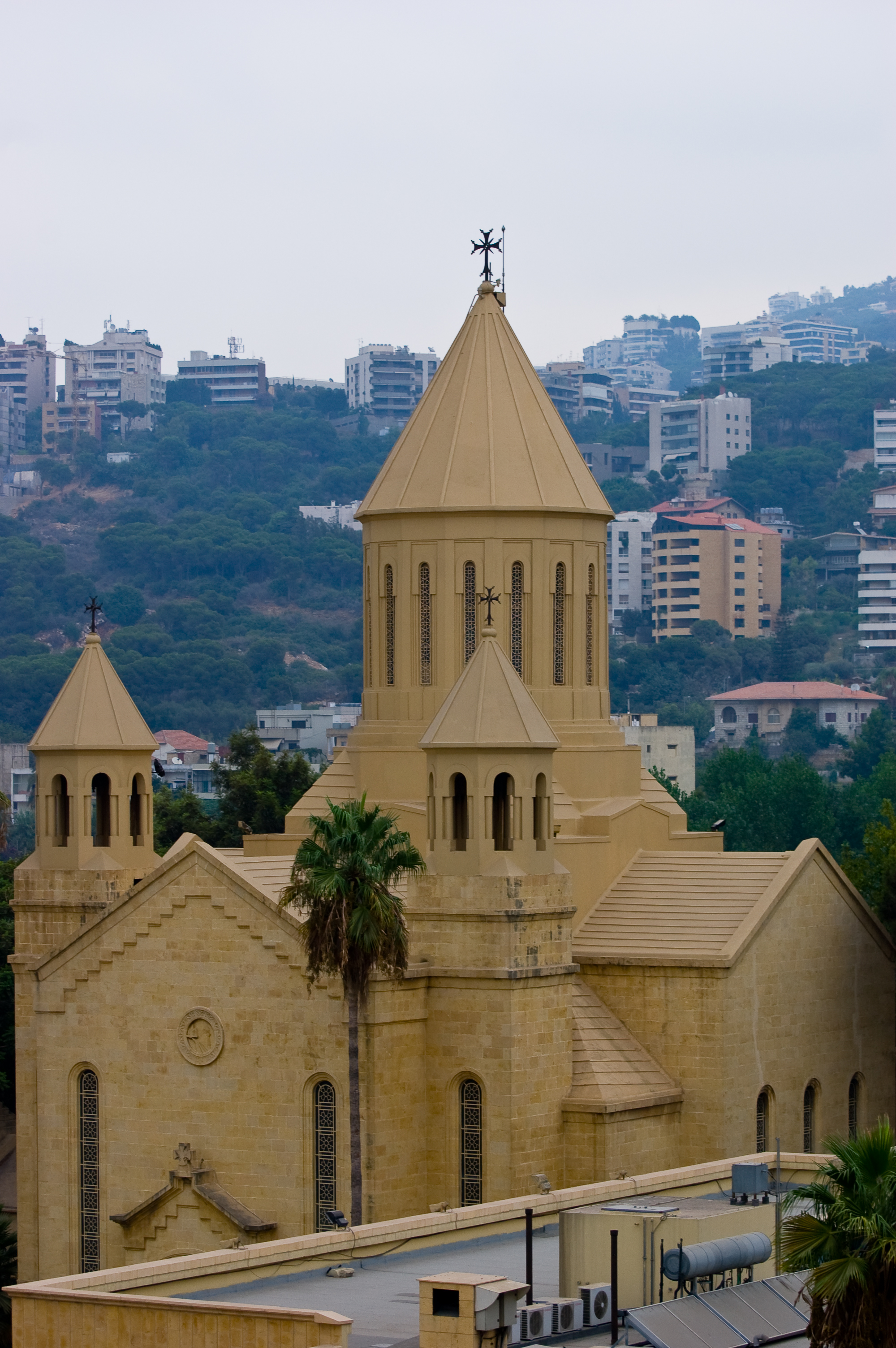
كاتدرائية القديسين غريغوريوس المنور وإلياس النبي للأرمن الكاثوليك.

تجسد عمارة لبنان التأثيرات التاريخية والثقافية والدينية التي شكلت بيئة لبنان المُشيدة، فقد تأثرت بالفينيقيين والرومان والبيزنطيين والأمويين والصليبيين والمماليك والعثمانيين والفرنسيين، بالإضافة إلى ذلك تعد لبنان موطنًا لأمثلة رائعة من الهندسة المعمارية الحديثة والمعاصرة.
تشمل الهياكل البارزة من الناحية المعمارية في لبنان الحمات والمعابد القديمة والقلاع والكنائس والمساجد والفنادق والمتاحف والمباني الحكومية والأسواق والمساكن (بما في ذلك القصور) والأبراج.

## العمارة الرومانية
تعد بعلبك واحدة من الكنوز الرومانية في لبنان فهي موطن للمعابد الرومانية القديمة التي تم بناؤها في نهاية الألفية الثالثة قبل الميلاد، وقد أطلق عليها اليونانيون اسم مدينة الشمس (هليوبوليس).
واجهت المعابد السرقة والزلازل والحروب الأهلية والبلى، وأعاد علماء الآثار الفرنسيون والألمان واللبنانيون بناء المعابد، وفي عام 1984 أصبحت بعلبك موقع تراث عالمي من قبل منظمة اليونسكو، حيث وصفت بأنها «أفضل مثال على عمارة الإمبراطورية الرومانية».
ويعد معبد جوبيتر عبارة عن ستة أعمدة كورنثية من المعبد العظيم، حيث يبلغ ارتفاعه 22 مترًا وهو مبني على منصة، وقد تبقت ستة أعمدة فقط من بين 54 عمودًا عملاقًا أحاط في الأصل بالمكان المقدس، وقد تم العثور على المعبد الصغير بالقرب من معبد جوبيتر المعروف باسم معبد باخوس الذي تم بناؤه في القرن الثاني الميلادي ويعتبر أفضل معبد روماني محتفظًا بحجمه.

## القلاع
يشتهر لبنان بوجود العديد من القلاع الحجرية، وتشمل القلاع في لبنان: قلعة صور وقلعة تبنين وقلعة الشقيف وقلعة جبيل وقلعة موسى وقلعة المسيلحة وقلعة صيدا

### معبد المسلات
تعد جبيل واحدة من أقدم المدن المأهولة في الحضارة العالمية حيث ترجع إلى حوالي 8800 سنة قبل الميلاد، تحتوي المدينة على أنقاض التاريخية بما في ذلك القلعة والكنيسة التي بنيت في الأصل من قبل الصليبيين في القرن 11 و12 الميلادي، تحتوي القلعة على قصة تاريخية حيث تم بناؤها واستسلامها وإعادتها للصليبيون، لذلك فإن المعبد يأخذ شكل تصميمات الصليبيين على الأعمدة وتصاميم الجدران الخاصة بهم وهياكل المدخل، كما يوجد بالقلعة خزائن متعددة في الداخل.

### صيدا
تعد صيدا واحدة من الوجهات السياحية التاريخية الشهيرة في لبنان، ويعد التأثيران الثقافيان الرئيسيان على صيدا هما الفراعنة المصريون والإغريق، وتشتهر المدينة بقلعة صيدا وهي قلعة على البحر تم بناؤها عام 1228 من قبل الصليبيين، فقد بنيت القلعة على بقايا ضريح فينيقي مخصص للإله ميلكارت، ويقع موقع هذه القلعة على جزيرة في مدينة صيدا اللبنانية على بعد حوالي 80 مترًا من الشاطئ حيث يصل إليها جسر بُنيَ على تسعة صخور، عادة ما يستخدم السقف لرؤية الموقع الذي يكون منظرًا رائعًا للميناء وبقايا المدينة القديمة، أصبحت مدينة صيدا بحد ذاتها وجهة سياحية بسبب قيمتها في تاريخ البلاد ككل ولجمال هندستها المعمارية.

## العمارة الدينية

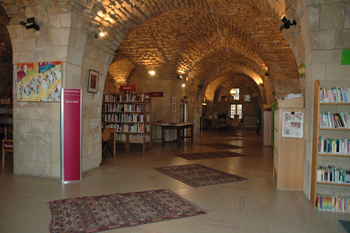
المركز الثقافي الفرنسي في دير القمر

تشمل المعابد الرومانية معابد بعلبك ومعبد إشمون والمعابد القديمة في نيحا.
هناك الآلاف من الكنائس في لبنان تشمل -على سبيل المثال لا الحصر-: كاتدرائية مار جرجس المارونية وكاتدرائية القديس لويس وكاتدرائية القديس جاورجيوس للروم الأرثودكس في بزمار وكاتدرائية القديسين غريغوريوس المنور وإلياس النبي للأرمن الكاثوليك ودير القمر فهي موطن كنيس سابق (كنيس دير القمر).   

## القرن ال 19
تم بناء مجمع قصر بيت الدين من قبل الأمير بشير الثاني الشهابي في أوائل القرن التاسع عشر، ويؤدي مدخل القصر عبر البوابات إلى مكان مفتوح، فقد كانت هذه المنطقة تستخدم في الأصل في ممارسات سلاح الفرسان والاحتفالات التي حضرها الجمهور والزوار والأشخاص المهمون في ذلك الوقت، أصبح مجمع القصر الآن متحفًا يحتوي على صور ونصوص ووثائق تتضمن مجموعة من الفخار القديم، ويحتوي أيضًا على مجموعة من المجوهرات الذهبية الرومانية والأواني الزجاجية الإسلامية والأشياء الإثنوغرافية والأسلحة القديمة والحديثة.
تضمنت مشاريع البناء الكبرى في العهد العثماني السراي الكبير (1853) والبنك العثماني (1856، وأغلق عام 1921)وكابوسين سانت لويس (1863) والسراي الصغير (1884) ومحطة قطار بيروت (1895)، وبرج الساعة العثماني (1898) ومتجر عثماني متعدد الأقسام (1900)، كما تم افتتاح خارج أسوار المدينة الكلية السورية البروتستانتية في عام 1866(التي أصبحت الجامعة الأمريكية في بيروت عام 1920)، وفي عام 1883 افتتح اليسوعيون أيضًا جامعة على حافة المدينة (جامعة القديس يوسف)، كما تم إنشاء مدارس ابتدائية وثانوية جديدة.

## القرن ال20 والعمارة الكلاسيكية للحداثة

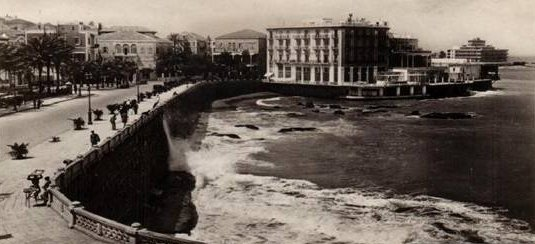
فندق القديس جورج (صممه أوغست بيريه في الثلاثينات) في بيروت حوالي عام 1945.

شملت الهندسة المعمارية في القرن العشرين في لبنان فترة الانتداب الفرنسي (1918-1943) وفترات مستقلة، كما شهد لبنان وبيروت على وجه الخصوص تطورات واسعة النطاق في العقود الأخيرة خاصة بعد انتهاء الحرب الأهلية؛ حيث فُقدت بعض المواقع التاريخية عند تشييد المباني الجديدة، قام المهندس المعماري السويسري أدير وجويليارد بتصميم مبنى البنك المركزي، كما صمم موريس هندية مبنى وزارة الدفاع (1965) وجامعة أندريه ووجنسكي اللبنانية (1960)، ويقع متحف المقاومة في مليتا وبيت الحرفيين (1963) في عين المريسة ومقر كهرباء لبنان في بيروت، ومن الأمثلة الأخرى على ذلك: دير الوحدة في اليرزة، ومدرسة عين نجم ومقر ضمانات (1971)SNA.

## العمارة المعاصرة

حديقة الحريري التذكارية في وسط بيروت

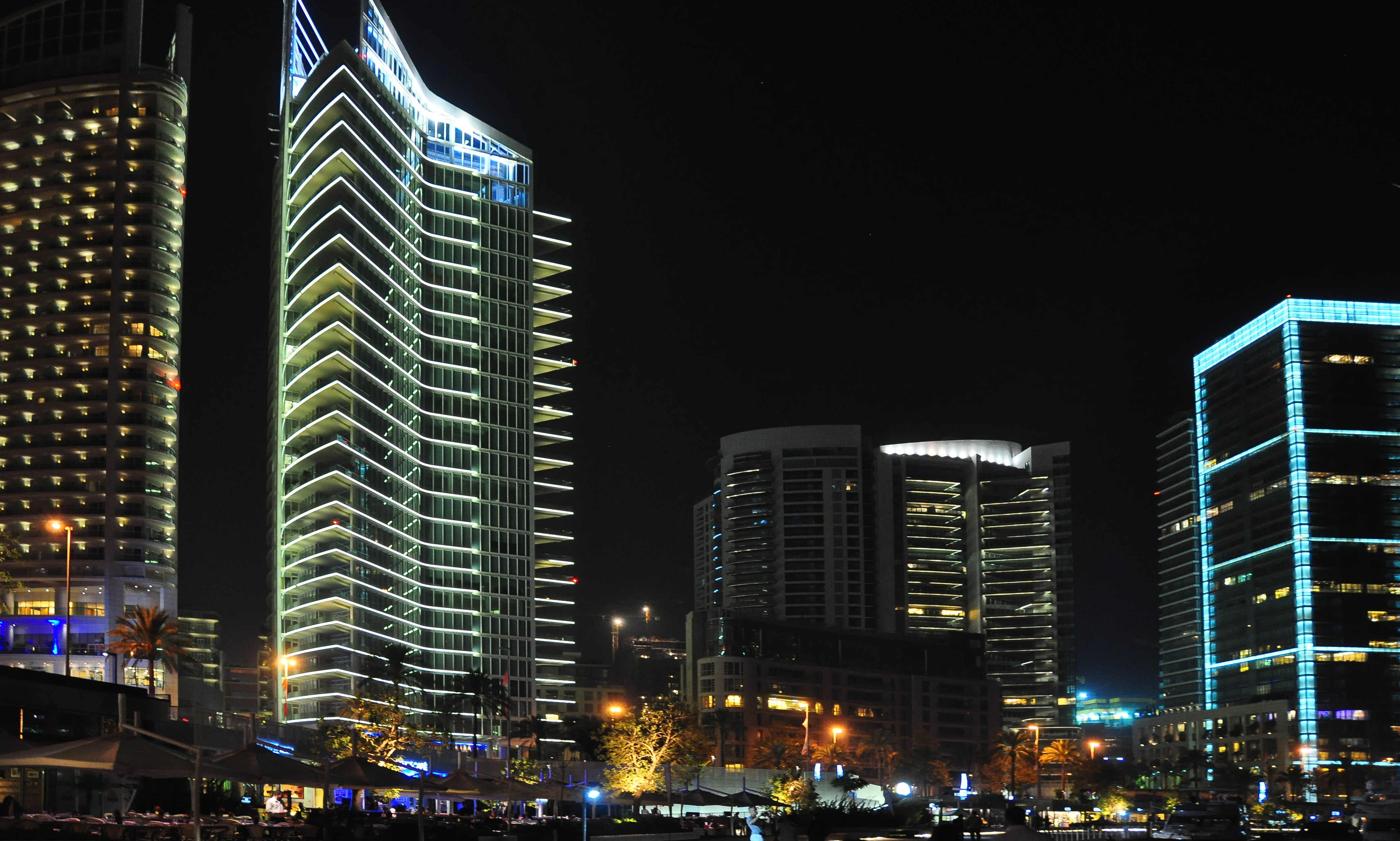
أبراج البحر في زيتوني باي وسط بيروت

لعبت شركات الهندسة المعمارية الدولية أيضًا دورًا يشمل مشاريع القرن الحادي والعشرين أسواق بيروت الجديدة التي قام بها رافائيل مونيو و حديقة الحريري التذكارية وخليج زيتوني، وأنشئ المركز العربي للعمارة في بيروت عام 2008، كما صممت VJAA مركز تشارلز هوستلر (2008) في بيروت.

## بيروت
التحف الأثرية تظهر أن بيروت تم تأسيسها في العصر الحديدي، كانت بيروت مدينة المجد خلال العصر الروماني ثم احتلتها حضارات مختلفة كان بعضها من الصليبيين في عام 1109 والمماليك في عام 1291 ثم العثمانيين الذين بقوا في لبنان لمدة 400 عام حتى عام 1916 ثم مرت البلاد بفترة ولاية فرنسية حتى عام 1943 وخلال هذه الفترة تم تقديم العمارة الأوروبية. 

وحتى النصف الأول من القرن التاسع عشر لم تكن ذات أهمية مثل غيرها من المدن على طول ساحل البحر الأبيض المتوسط (طرابلس ودمشق) ولا تزال بعض المعالم قبل القرن التاسع عشر منفصلة عن بعض المباني الدينية، وفي عام 1831 أسس إبراهيم باشا نفسه في المدينة في أعقاب كفاحه ضد الحكام العثمانيين، وقد تم بناء الطريق إلى دمشق في عام 1863ومتجر أروزدي بك في عام 1900 ومدرسة الفنون والحرف في عام 1914.
تتميز المدينة الآن بالمباني الحديثة إلى جانب المباني العثمانية العربية. 

توجد المباني الرومانية والبيزنطية في المدينة وتشتهر بيروت بمجموعة من خمسة أعمدة تم اكتشافها تحت الأرض في قلب المدينة خلال عام 1963. تم تتبع مجموعة الأعمدة مرة أخرى ووجدت أنها جزء صغير من صف الأعمدة الروماني بيريتوس الكبير.

## المهندسون المعماريون
من بين المهندسين المعماريين البارزين الذين عملوا في لبنان:
- بشارة أفندي مهندس معماري أرمني-لبناني قام بتصميم السراي الصغير والمنشية ومقر الشرطة والأمن الداخلي (الذي تم هدمه في أوائل التسعينيات)[8]
- يوسف أفتيموس، قاعة مدينة بيروت (1933)[10]
- مارديوس التونيان[10] (1889-1958)، الذي تخرج من مدرسة الفنون الجميلة (1918)، وقد صمم البرلمان اللبناني (1931) وبرج الساعة عابد (1934) في ساحة النجمة، المصحة الأرمنية في الأزونية (1937) في منطقة قضاء الشوف[9] ومباني المتحف الوطني.[10]
- إلياس المر (1884-1976)، أول مهندس لبناني يتخرج من معهد ماساتشوستس للتكنولوجيا (1905)، صمم مسرح فيلم آرت ديكو روكسي (1932) في وسط بيروت.[9]
- تخرج أنطوان تابت (1907-1964) من المدرسة العليا للمتدربين في بيروت عام 1926 وعمل في باريس تحت قيادة أوغست بيريه حتى عام 1932 عندما التحق بجاك بويرر وجورج بوردس وأندريه لوت لتصميم فندق سان جورج، كما قام بتصميم مصنع ألمازا للبيرة (1934) ومدرسة الصاج (1937) في الأشرفية، ويعد تابت وفريد طراد من رواد الحداثة في لبنان.[9]
- كارول شاير (1900-1971)، خريج كلية الفنون التطبيقية للفوف في عام 1920، هاجر إلى لبنان خلال الحرب العالمية الثانية، تعاون مع المصمم الداخلي الألماني فريتز غوثيلف (1905-1980) واثق أديب (1926) والمهندس بهيج مقدسي (1916-1995) لإنشاء شركة معمارية صممت نادي خريجي الجامعة الأمريكية في بيروت (1952) ودار الصياد (1954) ومبنى شل (1959).[9]
- ميشال إيتشارد (1905-1985) تخرج من مدرسة الفنون الجميلة (Ecole des Beaux Arts) التي طورت أول خطة رئيسية لبيروت ليتم تنفيذها (1943)، كما صمم الكلية البروتستانتية مع كلود ليكوير (1955) في شارع ماري كوري واستمر في تصميم المدرسة الكبرى الفرنسية اللبنانية (1960)، ومستشفى ساكري كور (1961) في الحازمية.[9]
- صمم أندريه لوكونت (1894-1990) مطار بيروت الدولي (1948-1954) في خلد، كما صمم أيضًا مبنى المكاتب اللازارية (1953) في وسط بيروت ومستشفى رزق (1957) في الأشرفية.[9]
- جورج أدور (1920-1982) خريج مدرسة الفنون التطبيقية في زيوريخ (1948) صمم مركز ستاركو (1957) مع شريكه دومينيك جوليارد وكذلك مبنى البنك المركزي والقصر الرئاسي (1965) في بعبدا[9]
- جوزيف فيليب كرم[8]
- جورج رييس (1915-2002) المولود في الإسكندرية بمصر وحضر مدرسة بارتليت وجمعية الهندسة المعمارية، واصل تصميم عدة مشاريع مع الشركاء ثيو كنعان (1910-1959) عاصم سلام بما في ذلك مبنى عموم أمريكا (1955) في مركز المدينة،[9] كما قام بتصميم مبنى عمارة عريضة (1951) مع ثيو كنعان.[8]
- أوسكار نيماير من البرازيل، صمم طرابلس بلبنان ومعرض طرابلس الدولي أو معرض رشيد كرامي (بدأ عام 1963 وظل غير مكتمل خلال بداية الحرب الأهلية في عام 1975)[9]
- عاصم سلام (مواليد 1924) خريج جامعة كامبريدج (1950)، صمّم سراي صيدا (1965) ومسجد خاشقجي (1968) ومهاجع مدرسة برمانا الثانوية (1966)،[9] كما عمل مع جورج رييس وثيو كنعان، واستمر في المشاركة في التصميم في العديد من المباني المهمة.[8]
- ميشيل عبود
- بيير الخوري (1930-2005) والمعروف باسم «الشيخ بيير»، درس في المدرسة الوطنية للفنون الجميلة (1957)، وعاد إلى لبنان وصمم أكثر من 200 مبنى بما في ذلك برج غزال ومبنى موريترا السكني[10][15] والبنك البريطاني في بيروت وبازيليكا في مزار سيدة لبنان في حريصا بلبنان.[8]
- بيير فاخوري
- نبيل غلام
- جوزيف فيليب كرم
- نديم كرم
- ساري الخازن
- برنارد خوري
- هاشم سركيس  [لغات أخرى]‏
- زها حديد مباني الجامعة الأمريكية في بيروت
- ومن المهندسين المعماريين الآخرين الذين ساعدوا في تشكيل لبنان خليل خوري (1929) وشقيقه جورج خوري (1933) وغريغوار سيروف وراؤول فيرني وجاك ليجر بيلير وبيير نيما وأنطوان رومانوس[9] وبيير نيما وكارل شير فريتز غوثيلف وبهيج مقدسي وحبيب دبس وجاد تابت ووسيق أديب.[8] وبهاء الدين بساط (معماري)